# Garnison Leipzig

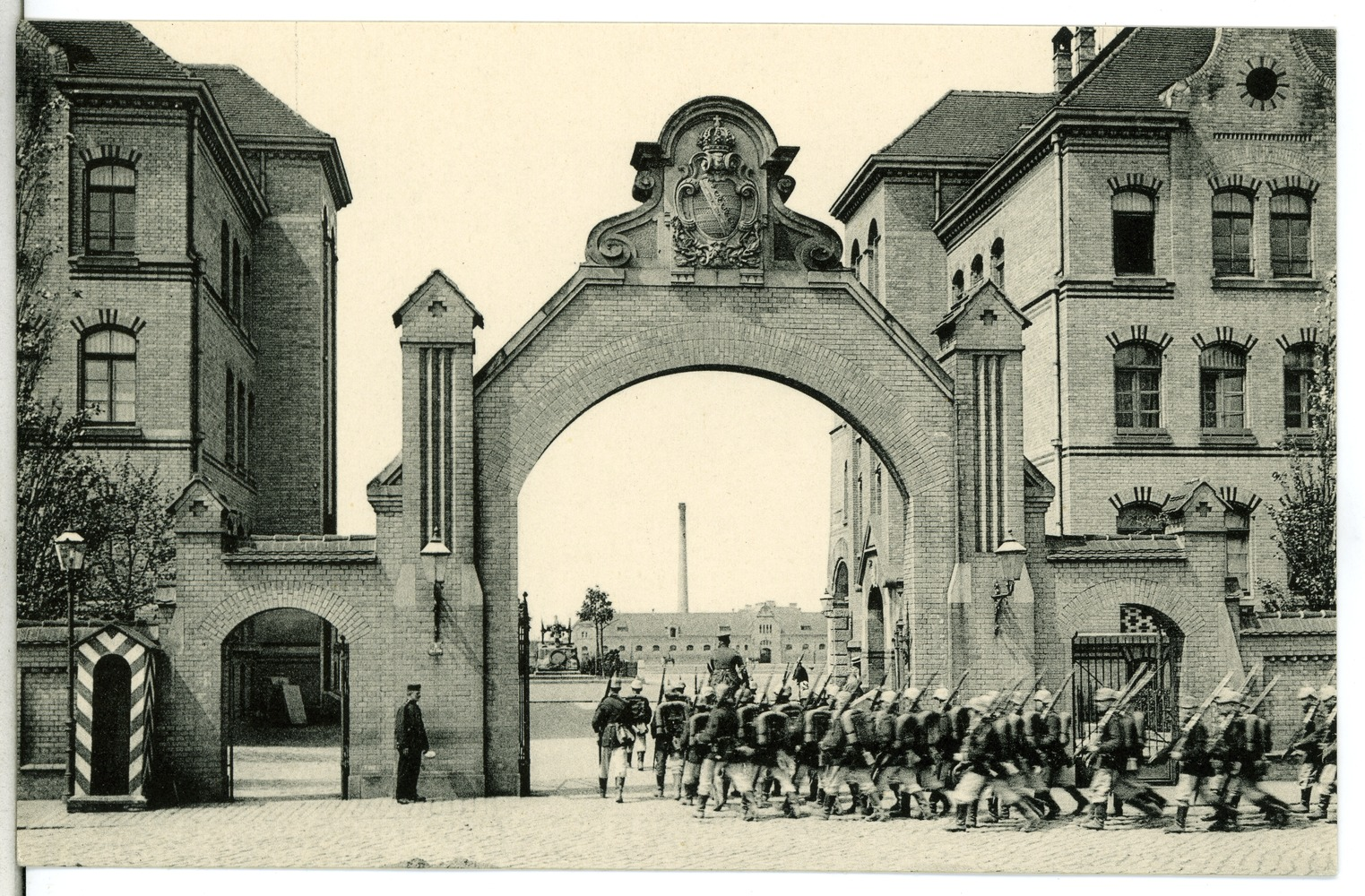
107. Regiment Leipzig, 1911

Garnison Leipzig (aus altfranzösisch garnison für Besatzung, Ausrüstung) ist die Bezeichnung für die Stadt Leipzig als ständiger Standort für militärische Verbände, Truppenteile, Einheiten, Teileinheiten, militärische Dienststellen und für das Militär geschaffene Einrichtungen. Auch werden die dortigen militärischen Formationen als Garnison Leipzig bezeichnet.
Kasernen in Leipzig sowie weitere für Militärzwecke errichtete Funktionsgebäude wurden ab 1875 gebaut und ab 1877 genutzt. Nach der Niederlage der Sächsischen Armee im Krieg von 1866 wurde Leipzig nach Dresden zweitwichtigster Garnisonsstandort im Königreich Sachsen. Die Stationierung von Streitkräften bestimmte das Leben in der Stadt seitdem ohne Unterbrechung mit.
In Leipzig entstand bis 1914 ein großräumiges Kasernengelände, das zum zweitgrößten Kasernenkomplex jener Zeit im Königreich Sachsen wurde. Zeitweise waren in Leipzig rund 8000 Militärangehörige untergebracht. Leipzigs regionale Militärgeschichte ist wesentlicher Bestandteil der städtischen Wirtschafts-, Sozial- und Alltagsgeschichte.

## Vorgeschichte

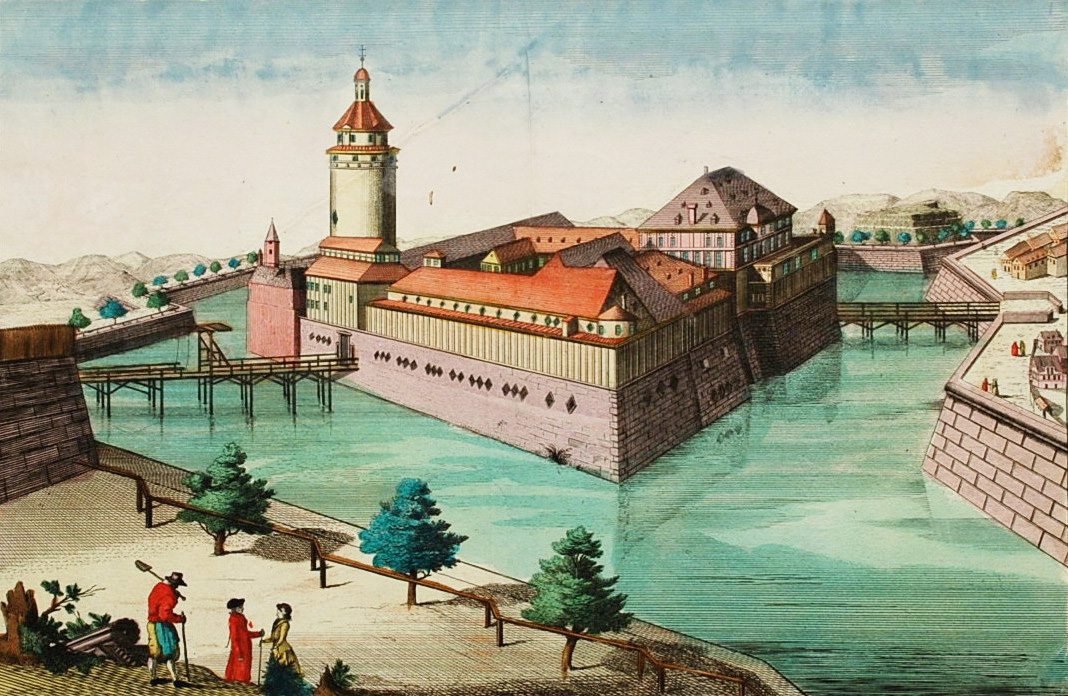
Pleißenburg, um 1780

Leipzig war aufgrund eines kurfürstlichen Privilegs von der Stationierung von Truppen befreit. Nur in der Pleißenburg gab es eine kleine Schlosswache und ab 1830 eine kleine königliche Garnison. Leipzig wollte die Pleißenburg, die nicht Eigentum der Stadt war, aus verkehrstechnischen und hygienischen Gründen abreißen. Daher gab es ab Mitte der 1860er Jahre immer wieder Streit wegen der Pleißenburg zwischen der Stadt und dem sächsischen Kriegsminister Alfred von Fabrice.

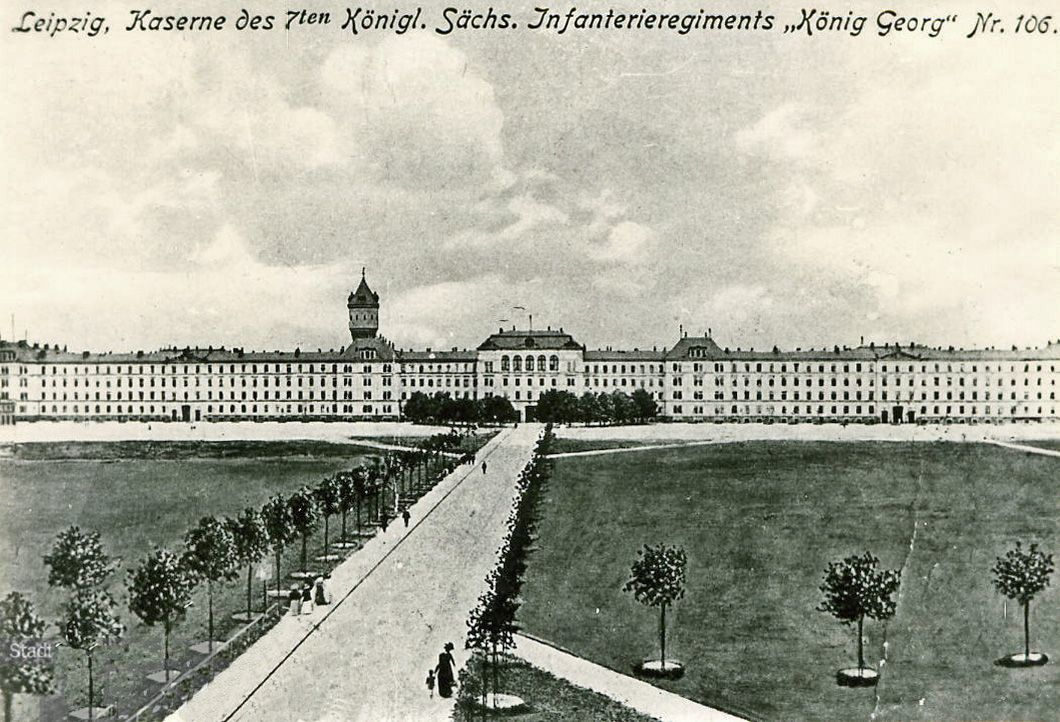
Kaserne Möckern, um 1910

Nach Einweihung der Kaserne Möckern ging allmählich die jahrhundertelange militärische Nutzung der Pleißenburg zu Ende. Die Stadt Leipzig erwarb sie 1895 vom Königreich Sachsen, riss sie ab 1897 ab und errichtete auf dem Grundstück zwischen 1899 und 1905 ihr neues Rathaus unter Leitung von Hugo Licht. Voraussetzung für den Burgenkauf war der Bau einer Kaserne für das Infanterieregiment 107.
Zuvor hatte das Königlich-Sächsische Kriegsministerium in den frühen 1870er Jahren für den ersten Kasernenbau einen sanft abfallenden Höhenrücken an der Straße nach Halle (Saale) zwischen Möckern und Gohlis ausgewählt. Diese Entscheidung wurde Ausgangspunkt für weitere Kasernenansiedlungen in Gohlis. Gohlis wurde 1890 und Möckern 1910 nach Leipzig eingemeindet.

## Geschichte
In Leipzig stand ab 1869 das Kommando der 24. (2. Königlich Sächsischen) Division des deutschen Heeres. In Möckern (ab 1875) und Gohlis (ab 1883) wurde bis 1914 der damals zweitgrößte Kasernenkomplex Sachsens errichtet.
Als 1875 eine Kaserne für das Infanterieregiment 106 gebaut werden sollte, bestimmte Fabrice gegen alle Vorschläge der Stadtverwaltung Leipzig das Dorf Möckern zum Standort – fernab jeglicher Infrastruktur. Dieser Bau wurde Grundlage dafür, dass alle weiteren militärischen Bauten im Norden von Leipzig entstanden.
1880 wurde eine Barackenkaserne für das Infanterieregiment 134 auf dem Exerzierplatz Gohlis errichtet. Dieser „Exer“ lag auf Leipziger Gebiet etwa zwischen dem Chausseehaus, dem Nordplatz, dem Kickerlingsberg und der Ehrensteinstraße.
Ab 1895 begann der Bau eines Kasernenkomplexes entlang der heutigen Olbrichtstraße. Diese im Verlaufe des Kasernenbaus angelegte Straße gehört zu Gohlis, die westlich angrenzenden Kasernen zu Möckern. Da der Ortskern Möckern nicht allzu nah an den Kasernen lag und der Weg über die Landsberger Straße führte, wurden die Kasernen fälschlicherweise als Gohliser Kasernen bezeichnet.
Von 1895 bis 1897 entstanden auf Kosten der Stadt (teilweise verrechnet mit der Summe von 2,5 Millionen Mark, die Leipzig mit dem Königreich Sachsen als Kaufpreis für die Pleißenburg ausgehandelt hatte):
- die Kaserne des Infanterieregiments 107 (Prinz Johann Georg Kaserne, Olbrichtstraße / Ecke Liebermannstraße),
- die Kaserne des Ulanenregiments 18 (König-Albert-Kaserne, Olbrichtstraße / Landsberger Straße),
- das Divisionsgericht mit Militärgefängnis (südliche Olbrichtstraße / Ecke Liebermannstraße),
- die Garnisonsverwaltung und
- das Proviantamt.
- Die Kaserne des Trainbataillons 19 (Werk Motor) folgte um die Jahrhundertwende.

Auch entstanden die ersten Militärbauten auf Gohliser Flur:
- die Kaserne für das Artillerieregiment 77 am Viertelsweg,
- das Bekleidungsamt an der Heerstraße (Olbrichtstraße) und
- das Artilleriedepot an der Heerstraße (Olbrichtstraße).

Die Stadt war für die Unterbringung eingezogener Reservisten und durchziehender Truppen verantwortlich, was jährlich große Summen kostete. Daher wurden Einquartierungshäuser an der Landsberger Straße (Endstelle der Straßenbahnlinie 6) errichtet.

## Übersicht
- Die Kaserne am Viertelsweg hieß zeitweise auch Viertelsweg-Kaserne, Planitz-Kaserne und Adolf-Hitler-Kaserne. In den 1920er Jahren wurde die Kaserne am Viertelsweg von der Reichswehr zur Unterbringung untergeordneter Behörden genutzt und auch zum Teil verpachtet. Während der Aufrüstung der Wehrmacht zogen dort 1935 Teile eines Artillerieregiments ein. Die Kaserne beherbergte im Zweiten Weltkrieg die Standortkommandantur.
- Zwischen Kroch-Siedlung und heutigem Stadion des Friedens wurde 1934/35 eine Kaserne errichtet und Mitte Oktober 1935 als Hindenburgkaserne übergeben. Ab 1937 als Nachrichtenkaserne genutzt, wurde sie nach dem Zweiten Weltkrieg von der Sowjetarmee übernommen und bis 1992 genutzt. Ab 2017 wurde das Areal saniert und zum Wohngebiet umgestaltet.

## Weitere Bauten (Beispiele)
Als erster militärischer Bau entstand in Gohlis die Militärwäscherei in der heutigen Stallbaumstraße.

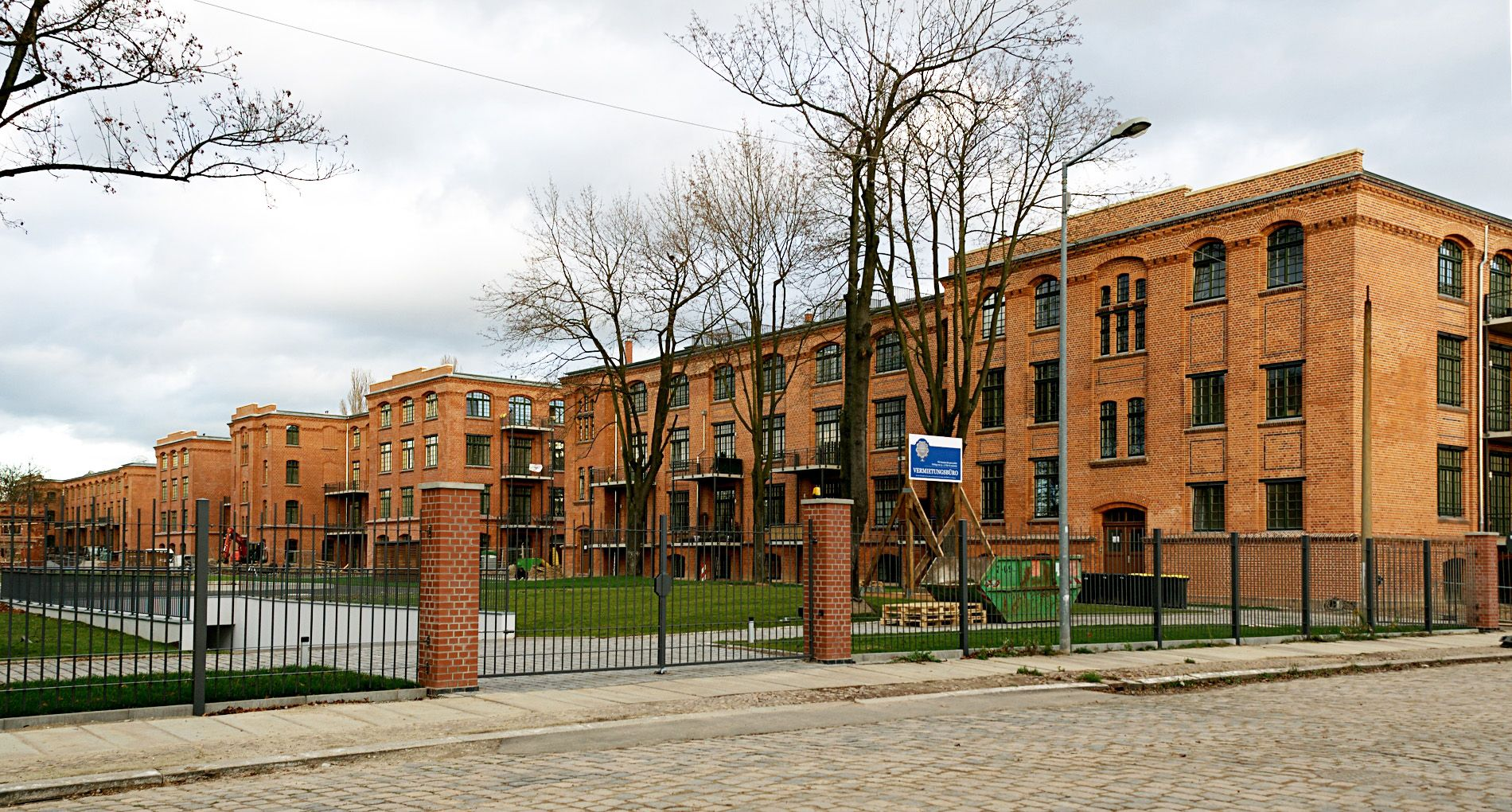
Einstiges Bekleidungsamt Olbrichtstraße / Viertelsweg einst Heer- / Planitz-Straße, jetzt Wohnungen

Nördlich des Viertelswegs entstand auf der östlichen Seite der Olbrichtstraße ab 1901 das Bekleidungsamt des Heeres mit sechs Klinkergebäuden. Ab 1945 wurde das Gelände größtenteils von der Sowjetarmee genutzt, die dort mutmaßlich ein Feldpostamt betrieb. An seinem östlichen Rand nutzten das Leipziger Arzneimittelwerk und die Stadtwerke Leipzig Teile des Areals. Ab 2008 wurde es zum Wohngebiet „Kaisergärten“.
Von 1908 bis 1914 gab es an der heutigen Hans-Oster-Straße ein Soldatenheim mit preisgünstigen Mahlzeiten und Freizeit-Angeboten. Ab 1920 übernahm die evangelische Kirche das Haus und nutzte es anderweitig.

## Ab 1945
Von 1945 bis Beginn der 1990er Jahre nutzte die Rote Armee (ab 1946 Sowjetarmee) den westlich der Olbrichtstraße gelegenen Kasernenbereich. Der östliche Bereich beherbergte ab 1945 eine Volkspolizeibereitschaft, dann Kompanien der Kasernierten Volkspolizei (KVP) und ab 1956 Einheiten der Nationalen Volksarmee (NVA).
Ab 1957 hatte dort der Militärbezirk III (kurz: MB III) der NVA seinen Sitz, dessen Kommando Befehlshoheit über militärische Einrichtungen der Landstreitkräfte der DDR in den acht südlichen Bezirken der DDR (heute Thüringen und Sachsen sowie südliche Bereiche Sachsen-Anhalts und Brandenburgs) hatte.
1990 übernahm die Bundeswehr das Areal bis 2007 und gab der Kaserne 1993 den Namen „Theodor-Körner-Kaserne“. Ursprünglich sollte sie nach Leipzigs einstigem Oberbürgermeister Carl Goerdeler benannt werden, der zu den Männern und Frauen des Umsturzversuches vom 20. Juli 1944 gehörte.
1992 hatte die Sowjetarmee das Areal an der Olbrichtstraße geräumt, die Gebäude wurden zu Wohnhäusern und Seniorenresidenzen umgestaltet.

## Misshandlung und Selbstmord im Militärdienst
Neben Militärdrill erlebten viele Soldaten Drangsalierungen, ihre Behandlung war in Leipzigs Kasernen oft erniedrigend und menschenverachtend. So wurden von 1873 bis 1898 in Leipzigs Truppenteilen 260 Vorgesetzte wegen grober Soldatenmisshandlungen bestraft. Von 1889 bis 1900 begingen 60 junge Männer Selbstmord. Aus späteren Zeiten liegen keine derartigen Zahlenangaben vor.

## Verschiedenes
- Eine der Hauptaufgaben während und kurz nach der Errichtung der Kasernen war der Straßenbau. Es entstanden auf Drängen des Militärs und zum Teil mit dessen finanzieller Hilfe die Heerstraße (Olbrichtstraße), die Trainstraße (Fr.-Reuter-Str.) und die Treitschkestraße (J.-Schehr-Str.). Der Tauchaer Weg und die Planitzstraße (Viertelsweg-Teilabschnitt vor der Kaserne) wurden ausgebaut. Für die Soldaten war die wohl wichtigste Verbesserung der Bau der Straßenbahn bis zur heutigen Endstelle der Linie 6.
- Am 1. Januar 1921 wurden im Norden Leipzigs der Stab, das 11. und 111. Bataillon sowie die Minenwerferkompanie des Infanterieregiments 11 aufgestellt. Gleichzeitig formierte sich in der ehemaligen Trainkaserne (später bekannt als „Werk Motor“) die 3. Kompanie der Kraftfahrabteilung 4.
- Die Kaserne an der heutigen Georg-Schumann-Straße stand öfter im Blickpunkt der Öffentlichkeit. Dort waren zeitweise sechs bis neun Polizeibereitschaften untergebracht, die die Leipziger wegen ihrer Uniformen „Grüne“ nannten. Das war die kasernierte Polizei mit Beamtenstatus, die neben Wachaufgaben in öffentlichen Gebäuden auch für öffentliche Veranstaltungen, Demonstrationen und Kundgebungen eingesetzt wurde. Sie war wegen ihres rigorosen Vorgehens berüchtigt.
- Einst war der Bau einer evangelischen Garnisonskirche und einer katholischen Kapelle geplant. Beide sollten auf dem freien Platz vor der Kaserne der 107er entstehen (Armeestadion). Sie wurden jedoch wegen Geldmangels in Vorbereitung des Ersten Weltkrieges nie gebaut.
- Nach Aufgabe der Theodor-Körner-Kaserne zum 30. September 2007 wurde das Areal von einem Immobilienentwickler zum Wohnquartier „Siebengrün“ umgestaltet. Ab 2017 wurde dort das 1980 errichtete, siebengeschossige einstige Stabsgebäude des MB III zum Wohn- und Geschäftshaus umgestaltet.
- Alle sechs einst militärisch genutzten Areale in Gohlis werden nicht mehr von der Bundeswehr genutzt; von den Kasernen in Möckern lediglich die General-Olbricht-Kaserne.[4][5]

## Nutzung durch die Bundeswehr
In Leipzig gab es darüber hinaus folgende militärische Einrichtungen der Bundeswehr:
- Liegenschaft Bahnhofstraße 86 (aufgegeben 2015)
  - Fachsanitätszentrum Leipzig – Teileinheiten Bahnhofstraße (ZSan)
  - Bundeswehrkrankenhaus Leipzig (ZSan)
- Theodor-Körner-Kaserne (aufgegeben 2007)
  - 13. Panzergrenadierdivision (H)
  - 9./Feldjägerregiment 1 (SKB)
- Kaserne Möckern / Georg-Schumann-Kaserne (aufgegeben 1991)[6]
- Kaserne Schönau (aufgegeben 1991)[7]

Mit den Schließungen der anderen – auch sowjetischen – Kasernen ist die General-Olbricht-Kaserne der einzig verbliebene Militärstandort in Leipzig.
Alle vorherigen Kasernen wurden entweder gleich nach Aufgabe des Geländes umgewandelt (Georg-Schumann-Kaserne, jetzt Sitz der Deutschen Rentenversicherung Mitteldeutschland und der Agentur für Arbeit Leipzig) oder befanden sich nach langer Zeit des Verfalls im Umbau zur Nachnutzung (u. a. Kaisergärten, Parc du Soleil, Quartier Siebengrün, Werk Motor).

## Foto-Galerie

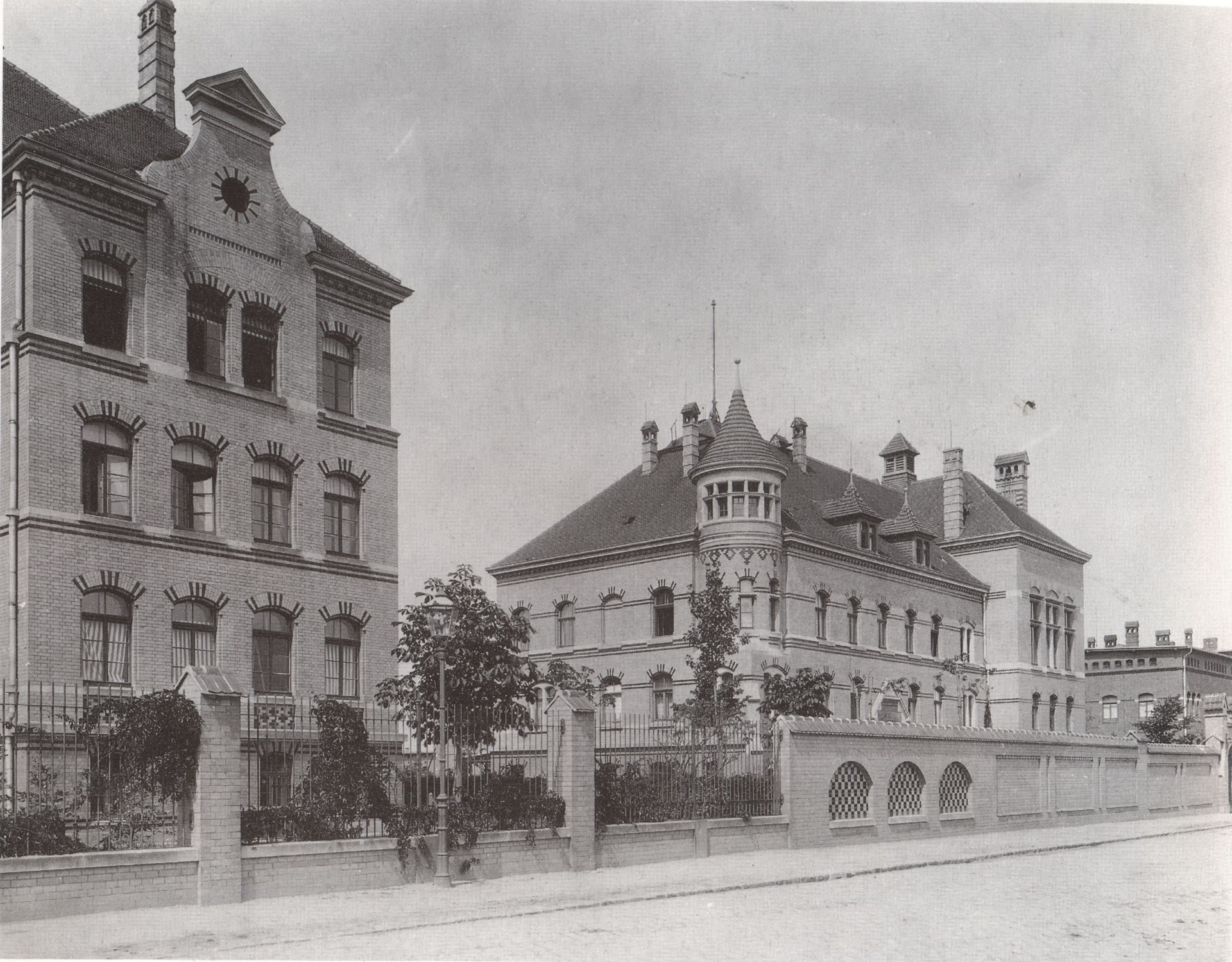
Kaserne Heerstraße Leipzig, um 1915
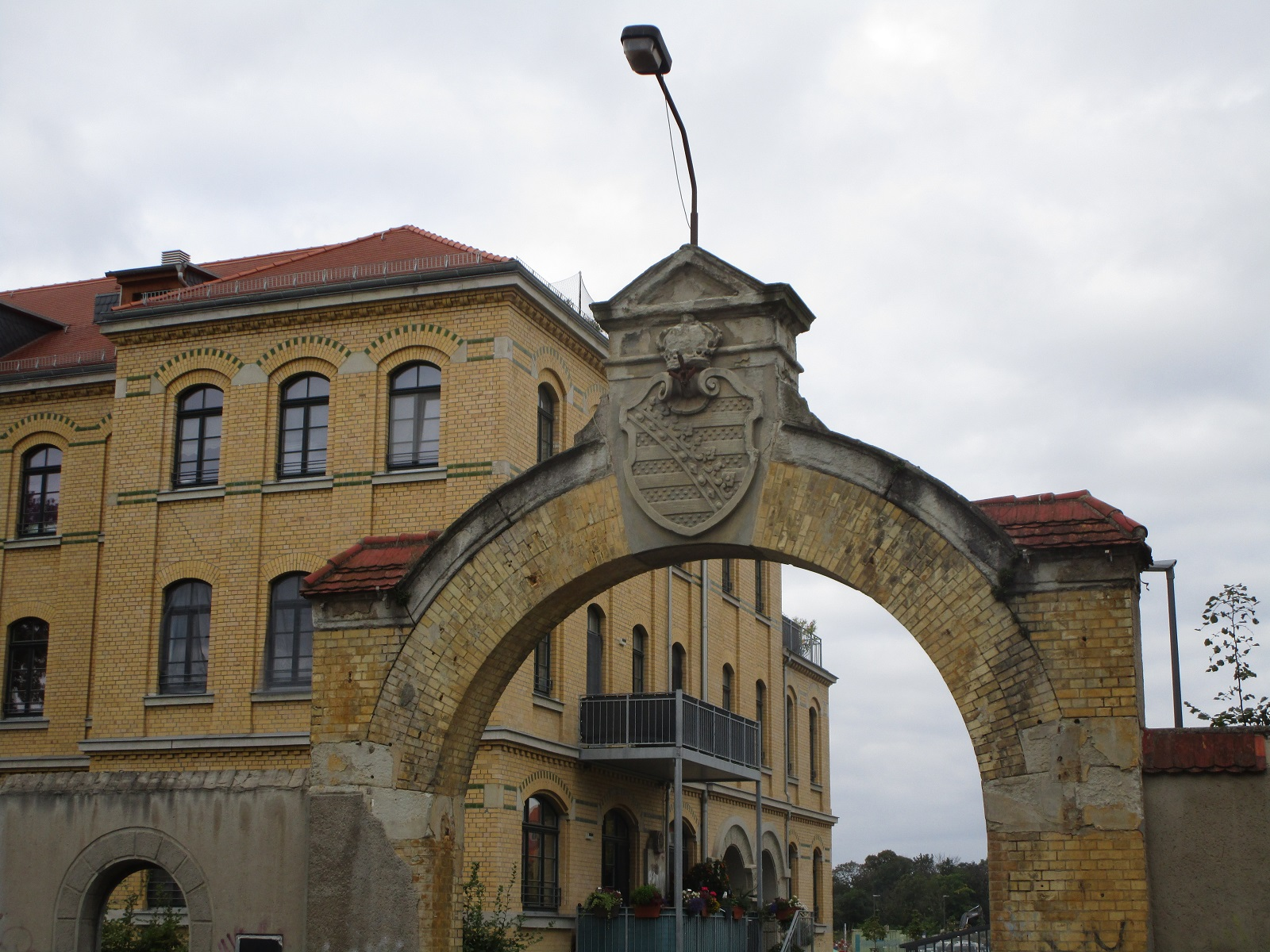
Historisches Portal der einstigen Train-Kaserne des 2. Train-Bataillons Nr. 19, Olbrichtstraße (ehemals Heerstraße) nach Umnutzung 2021
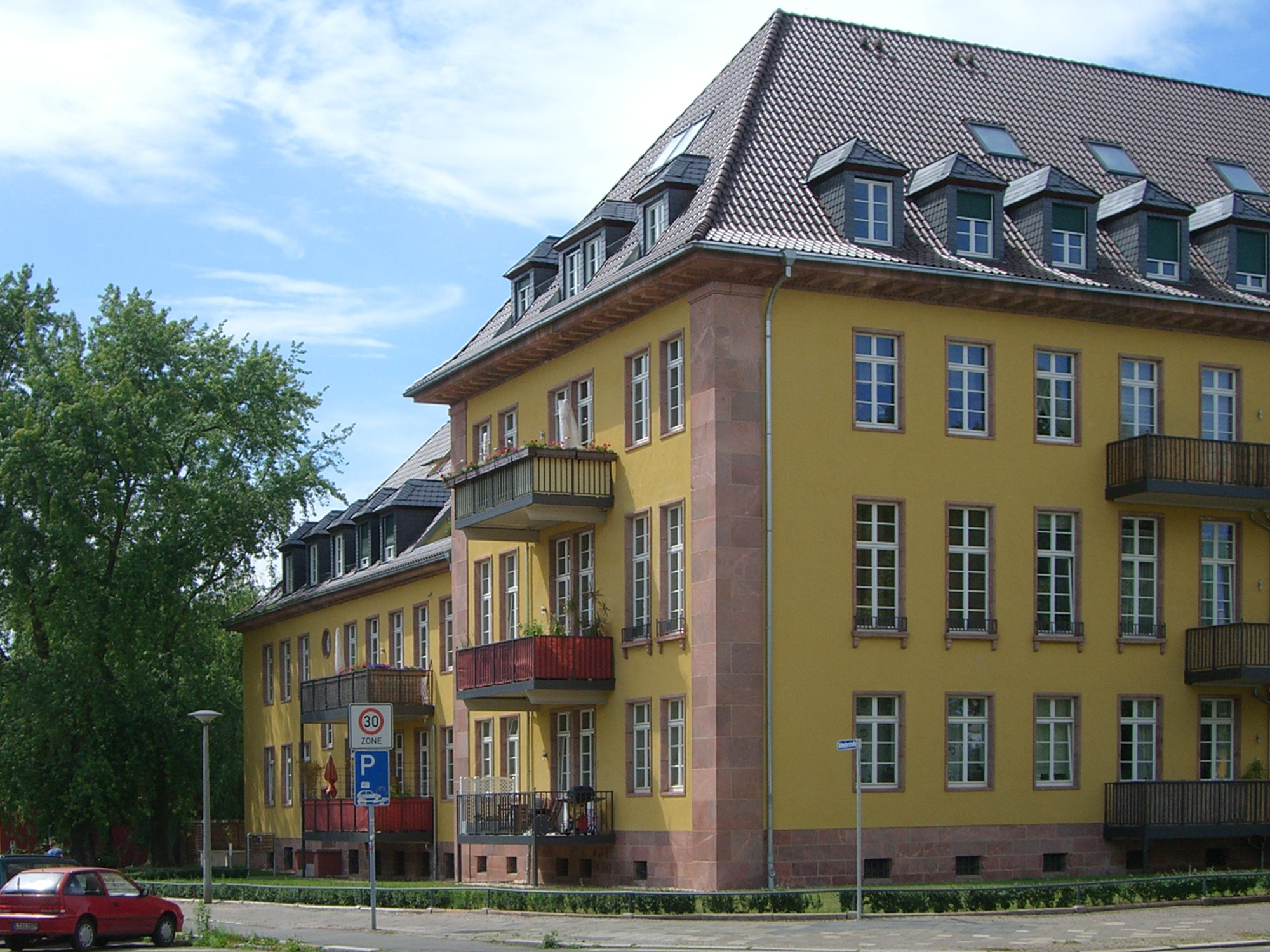
Wohnanlage in ehemaliger Kaserne Windscheidstraße in Leipzig-Connewitz
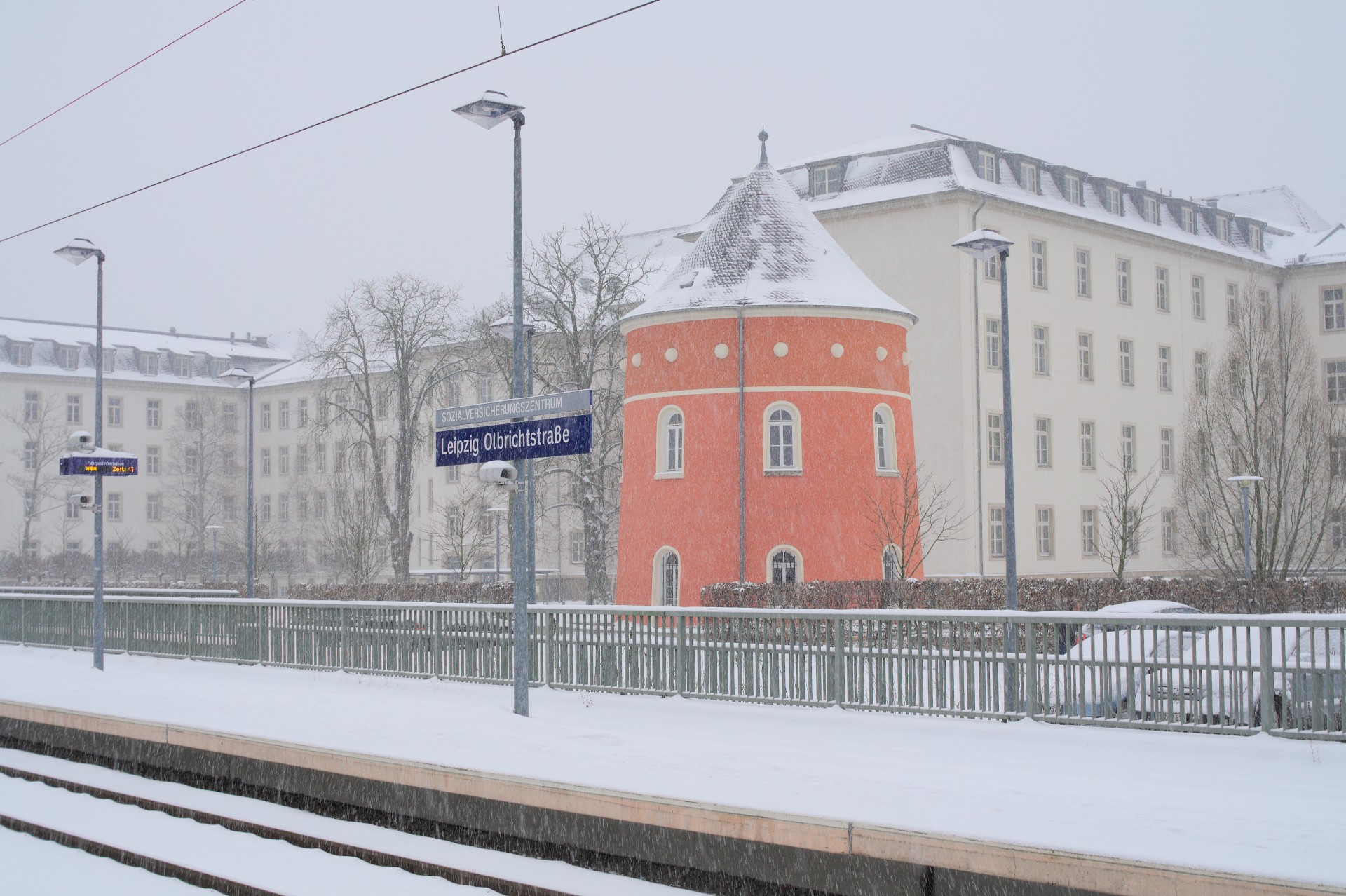
S-Bahn-Haltestelle Olbrichtstraße/SVZ mit Rückseite der einstigen Kaserne Möckern samt Wasserturm
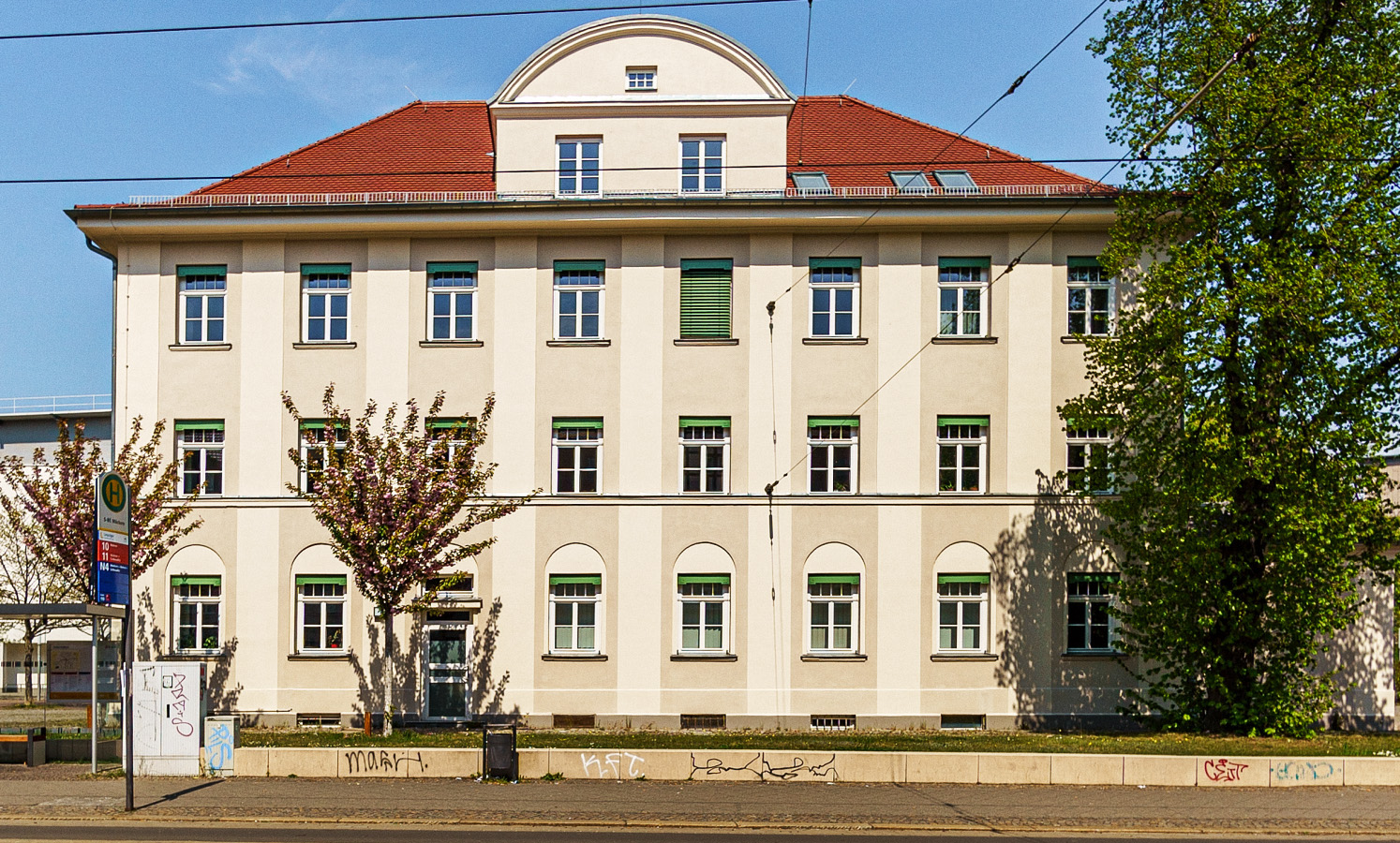
Unteroffiziers-Wohnhaus von 1909, jetzt Gebäude der Arbeitsagentur Leipzig
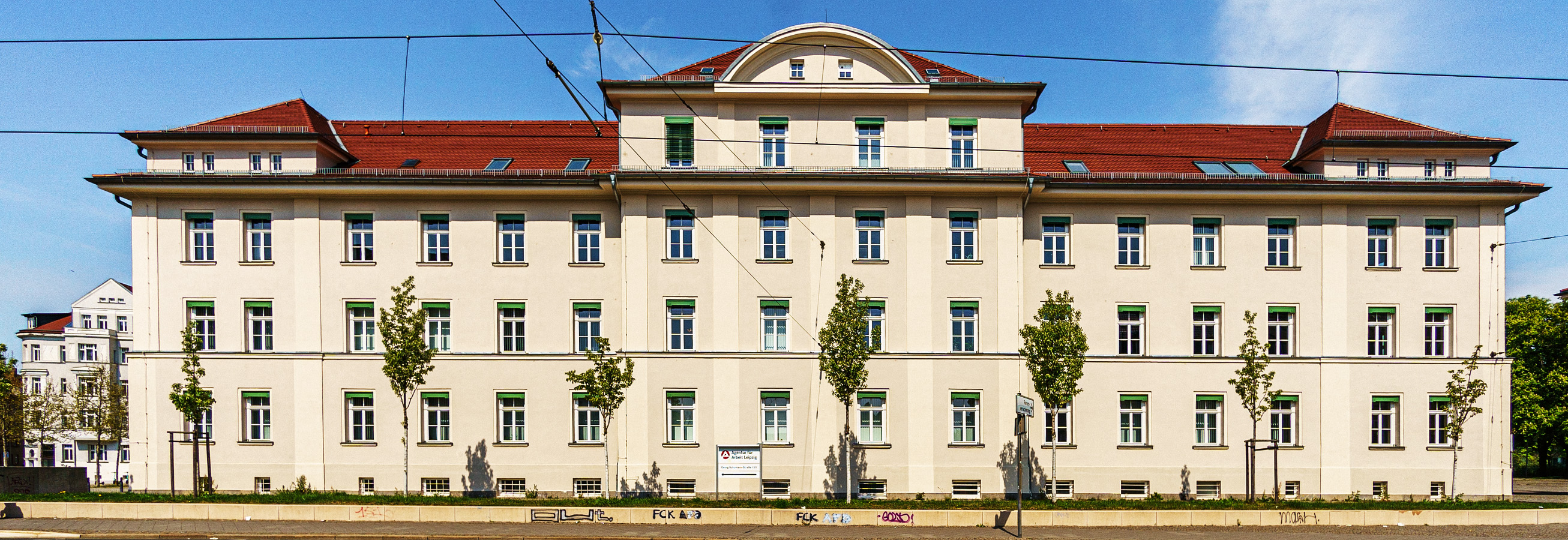
Unteroffiziers-Wohnhaus von 1909, jetzt Gebäude der Arbeitsagentur Leipzig
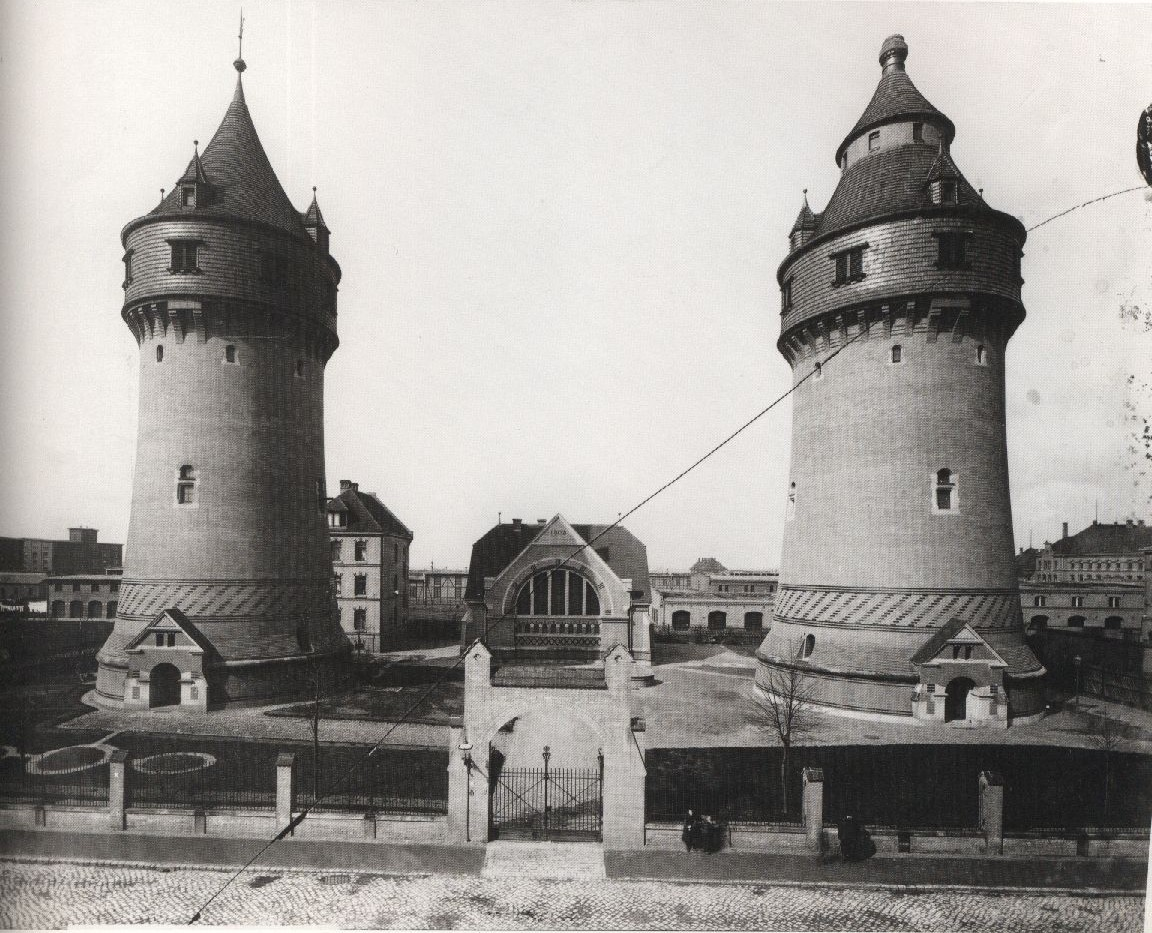
Wassertürme Heerstraße Leipzig, 1904